# Кубаевка
Кубаевка (укр. Кубаївка) — село в Коломыйской общине Коломыйского района Ивано-Франковской области Украины.
Население по переписи 2001 года составляло 53 человека. Занимает площадь 3 км². Почтовый индекс — 78453. Телефонный код — 03475.